# William de Blois (Bischof, Worcester)
William de Blois (auch William of Blois) († 17. August 1236 in Alvechurch) war ein englischer Geistlicher. Ab 1218 war er Bischof von Worcester.

## Herkunft und Karriere als Geistlicher
Die Herkunft von William de Blois ist ungeklärt. Vermutlich war er mit dem gleichnamigen Bischof William de Blois von Lincoln verwandt, unter dem er als Archidiakon von Buckinghamshire diente. Im Vergleich zu anderen Prälaten verfügte William über nur wenige Pfründen. Neben einer Pfründe in Sutton, die er als Archidiakon hatte, verfügte er nur über die Einkünfte aus der Pfarrkirche von Swallow in Norfolk, die ihm Sir Thomas de Lascelle übergeben hatte. Ob er in Paris oder in Oxford studiert hatte, ist unklar, doch vor 1218 machte William einen Abschluss an einer Universität. 1218 wurde William zum Bischof der Diözese Worcester gewählt. Die Mönche des Kathedralpriorats sollen ihn nur unwillig und unter Zwang des päpstlichen Legaten Guala und nach Eingreifen von Erzbischof Stephen Langton gewählt haben. Am 28. Oktober 1218 wurde William als Bischof inthronisiert.

## Bischof von Worcester

### Konflikt mit dem Kathedralpriorat
Williams Amtszeit waren von Bemühungen zur Kirchenreform und von Streitigkeiten mit seinem Kathedralpriorat geprägt, mit dem es besonders vor 1224 zu heftigen Konflikten kam. 1220 versuchte William, den Prior abzusetzen. Daraufhin kam es 1221 zu Beschwerden der Mönche gegen William, die ihn zahlreicher Vergehen bezichtigten. Die Mönche behaupteten dazu, dass ihr Prior nur von beauftragten päpstlichen Richtern abgesetzt werden dürfe. Für dieses Privileg hätten sie päpstliche Urkunden. Der Konflikt wurde daraufhin Papst Honorius III. in Rom zur Entscheidung vorgelegt, der daraufhin Prior Simon absetzte und durch William Norman ersetzte. Die Absetzung von Prior Simon wurde durch Beamte von Erzbischof Langton von Canterbury wieder aufgehoben, doch William Norman blieb trotz zahlreicher Widerstände im Amt. 1224 schlossen Bischof William und die Mönche des Kathedralpriorats einen Vergleich, der die Wahl des Priors neu regelte. Danach durfte das Kathedralpriorat zukünftig sieben Kandidaten vorschlagen, aus denen der Bischof den Prior auswählen durfte. Die Vereinbarung sah auch Regelungen für die Abwesenheit des Bischofs und weitere Sonderfälle vor. Sie legte offensichtlich die offene Gegnerschaft zwischen Kathedralpriorat und Bischof bei und blieb bis ins 15. Jahrhundert in Kraft.

### Bemühungen zur Umsetzung der Kirchenreform
Als Bischof betätigte sich William kaum politisch. Neben seiner Reise nach Rom, wo er 1222 seinen Standpunkt im Konflikt mit dem Kathedralpriorat vertrat, verließ er nur ein weiteres Mal England, als er 1228 am Generalkapitel des Zisterzienserordens teilnahm. Stattdessen widmete er sich seinen geistlichen Aufgaben. Während seiner Amtszeit begann der Neubau des östlichen Teils der Kathedrale von Worcester, dazu ließ er nördlich der Kathedrale die St Thomas-Kapelle errichten. Sein besonderes Anliegen schien jedoch die Kirchenreform gewesen zu sein. Während seiner Amtszeit fanden mindestens viermal, 1219, 1220, 1229 und 1232 Diözesansynoden statt. Während mindestens zwei Synoden erließ er 1219 und 1229 Diözesanstatuten. Sie schufen Richtlinien für die Verwaltung der Diözese, auch wenn die Statuten von 1229 vor allem die von 1219 bestätigten. Unter anderem bestätigten die Statuten von 1219 das Amt eines Archidiakons und regelten die Aufgaben des Offizials. Dazu nahm William Visitationen des Kathedralpriorats von Worcester, von St Augustine’s Abbey in Bristol und von Great Malvern Priory vor. Die Visitation von Great Malvern unternahm er 1233 gegen den Widerstand der Mönche und wiederholte sie sogar 1234.
William wurde in der Kathedrale von Worcester begraben, sein vermutliches Grabdenkmal ist in der Lady Chapel der Kathedrale erhalten.